# Alfred Zech

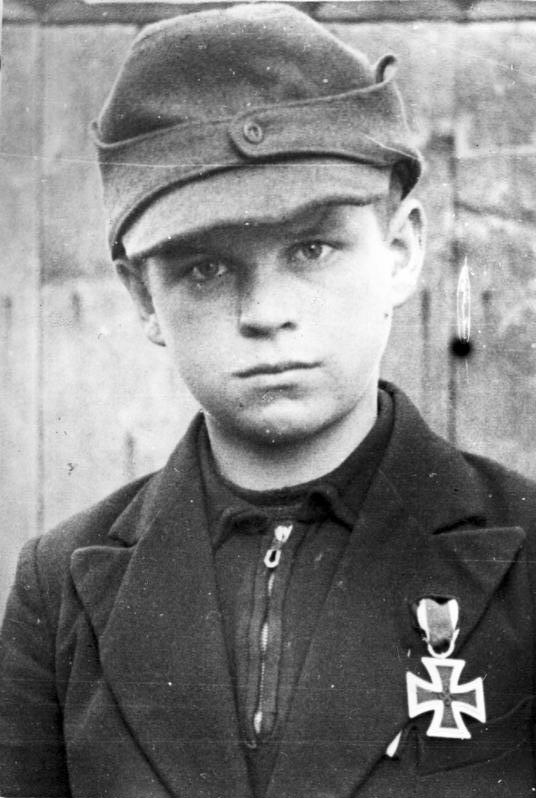
Alfred Zech mit dem Eisernen Kreuz 2. Klasse im März 1945

Alfred Zech, auch Alfred Czech (* 12. Oktober 1932 in Zlattnik, Kreis Oppeln, Provinz Oberschlesien; † 13. Juni 2011 in Hückelhoven-Kleingladbach) wurde kurz vor dem Zusammenbruch des NS-Regimes für die Wochenschau medial als deutscher Kindersoldat und jugendlicher Kriegsheld inszeniert. Im Alter von 12 Jahren erhielt er das Eiserne Kreuz 2. Klasse. Adolf Hitler empfing kurz darauf ihn und andere HJ-Angehörige im Garten der Reichskanzlei. Die in diesem Zusammenhang gefertigten und verbreiteten Bilder und Filmsequenzen erreichten ikonische Bedeutung im Zusammenhang mit der Darstellung des Totalen Krieges durch das NS-Regime.

## Leben, Tat und Auszeichnung
Zech wurde im oberschlesischen Zlattnik geboren. Mit acht Jahren wurde er in das Deutsche Jungvolk aufgenommen. Im Februar 1945 im Zuge der Oberschlesischen Operation wurde sein Heimatort durch die vorrückende Rote Armee angegriffen und unter Beschuss genommen. Zech und sein kriegsversehrter Vater wurden Augenzeugen, wie deutsche Soldaten verwundet wurden, nachdem eine Splittergranate explodiert war. Alfred spannte zwei Pferde vor den Wagen des Bauernhofs und nahm auch einen Handschlitten mit. Aus Angst, mit dem Pferdewagen direkt zu den Verwundeten zu fahren, machte er sich mit seinem Handschlitten auf den Weg zu ihnen und transportierte sie unter Beschuss einen nach dem anderen zum Pferdewagen. Nachdem er auf diese Weise zunächst acht Männer zurück zum Bauernhof gebracht hatte, kehrte er zurück, um die restlichen vier Soldaten zu bergen. Der Divisionskommandeur einer schlesischen Infanteriedivision verlieh Zech daraufhin das Eiserne Kreuz 2. Klasse.
Einige Tage später, so Zech, sei ein deutscher General auf dem elterlichen Hof der Familie erschienen und habe die Eltern gebeten, den Jungen zur Belobigung durch Adolf Hitler nach Berlin zu schicken. So trafen sich am 19. März 1945 Zech und mehrere andere Jungvolk-Kindersoldaten mit Hitler und seinem Gefolge, darunter Reichsjugendführer Artur Axmann, im Garten der Reichskanzlei. Mindestens zwei Fotos dieses Treffens erfuhren weltweite Verbreitung. Alfred Czech ist neben Wilhelm Hübner in einer Filmsequenz der letzten Ausgabe von Die Deutsche Wochenschau Nr. 755, vom 23. März 1945 zu sehen. Ein Foto von Zech, in dem er von Hitler belobigt wird, wurde vom Büro Laux, einer Fotoagentur des Auswärtigen Amtes, aufgenommen. Dieses wurde auch international, etwa über die Associated Press verbreitet. Derartige Original-Fotos erzielen aktuell (Stand 2024) einen Auktionserlös in 4-stelliger USD-Höhe.
Gegen Kriegsende wurde Zech in die Nähe der Front nach Freudenthal, Landkreis Freudenthal im Reichsgau Sudetenland in eine Versorgungseinheit abkommandiert. Dort erlitt er auf dem Rückzug nach Westen einen Lungendurchschuss und geriet in Gefangenschaft. Nach seiner Entlassung im Jahr 1947 legte er den 450 km langen Weg nach Hause zu Fuß zurück und erfuhr bei seiner Ankunft vom Tod seines Vaters.
Nach Kriegsende arbeitete er zunächst in einem Kohlebergwerk und heiratete 1951. Aus der Ehe gingen zehn Kinder hervor. 1964 verließ Zech mit seiner Familie als Aussiedler seine Heimat und arbeitete in Hückelhoven im Rheinland als Zimmermann, bis zu seinem Renteneintritt 1982.

## Trivia
Die Szene der Ordensverleihung im Garten der Reichskanzlei, aus der letzten Wochenschau vom 23. März 1945, wurde auch im Film Der Untergang dargestellt.